# بحيرة أورفيسي
بحيرة أورفيسي هي بحيرة كبيرة تقع في منطقة كاريليا الشمالية في فنلندا. وتبلغ مساحة البحيرة 601.30 كيلومتر مربع .البحيرة هي واحدة من الأحواض الرئيسية من سايما والبحيرة لديها العديد من الجزر والعديد من مناطق البحيرات المفتوحة بما في ذلك باسيلكة، وهي فوهة صدمية قديمة في الجنوب.